# USS Osberg (DE-538)
USS Osberg (DE-538) là một tàu hộ tống khu trục lớp John C. Butler từng phục vụ cùng Hải quân Hoa Kỳ trong Chiến tranh Thế giới thứ hai. Nó là chiếc tàu chiến duy nhất của Hải quân Hoa Kỳ được đặt cái tên này, theo tên Thiếu úy Hải quân Carl August Osberg (1920–1942), phi công từng phục vụ cùng Liên đội Ném ngư lôi VT-3 phối thuộc cùng tàu sân bay Yorktown (CV-5), đã tử trận trong Trận Midway vào ngày 4 tháng 6, 1942 và được truy tặng Huân chương Chữ thập Hải quân. Nó đã phục vụ trong suốt Thế chiến II, được cho ngừng hoạt động sau khi xung đột chấm dứt vào năm 1947, rồi được huy động trở lại để tiếp tục phục vụ trong giai đoạn Chiến tranh Lạnh từ năm 1951 đến năm 1958. Con tàu cuối cùng bị bán để tháo dỡ vào năm 1974.

## Thiết kế và chế tạo
Lớp John C. Butler được thiết kế nhằm đáp ứng nhu cầu một số lượng lớn nhưng rẻ tiền của một kiểu tàu hộ tống chống tàu ngầm để hộ tống các đoàn tàu vận tải vượt đại dương. Chúng có chiều dài chung 306 foot (93,3 m), mạn tàu rộng 36 foot 10 inch (11,2 m) và mớn nước 13 foot 4 inch (4,1 m), trọng lượng choán nước tiêu chuẩn 1.350 tấn Anh (1.372 t), và lên đến 1.745 tấn Anh (1.773 t) khi đầy tải, với một thủy thủ đoàn bao gồm 14 sĩ quan và 201 thủy thủ. Con tàu được vận hành bởi hai turbine hơi nước hộp số Westinghouse; hơi nước được cung cấp bởi hai nồi hơi "D" Express, tạo ra công suất 12.000 mã lực càng (8.900 kW) và cho phép đạt được tốc độ tối đa 24 hải lý trên giờ (44 km/h; 28 mph). Nó có tầm hoạt động 6.000 hải lý (11.000 km; 6.900 mi) ở tốc độ đường trường 12 hải lý trên giờ (22 km/h; 14 mph).
Dàn vũ khí chính bao gồm hai tháp pháo 5-inch/38 caliber đa dụng nòng đơn, được dẫn đường bởi hệ thống điều khiển hỏa lực Mark 51; vũ khí phòng không gồm hai khẩu đội Bofors 40 mm L/60 nòng đôi và mười khẩu Oerlikon 20 mm nòng đơn cũng được dẫn đường bởi hệ thống Mark 51. Ngoài ba ống phóng ngư lôi 21 inch (533 mm), vũ khí chống ngầm bao gồm hai đường ray thả mìn sâu, tám máy phóng mìn sâu K-gun cùng một dàn súng cối chống ngầm Hedgehog. Con tàu được trang bị sonar kiểu QC, radar dò tìm mặt biển SL và radar dò tìm không trung SA.
Osberg được đặt lườn tại Xưởng hải quân Boston ở Boston, Massachusetts vào ngày 3 tháng 11, 1943. Nó được hạ thủy vào ngày 7 tháng 12, 1943, được đỡ đầu bởi bà Robert H. Hawes, chị của Thiếu úy Osberg, và được cho nhập biên chế cùng Hải quân Hoa Kỳ vào ngày 10 tháng 12, 1945 dưới quyền chỉ huy của Hạm trưởng, Thiếu tá Hải quân Victor Stallworth Mauldin.

## Lịch sử hoạt động
Chỉ hoàn tất sau khi Thế Chiến II đã chấm dứt, Osberg được cho xuất biên chế vào ngày 15 tháng 5, 1947, và được đưa về Hạm đội Dự bị Đại Tây Dương. Sau khi cuộc Chiến tranh Triều Tiên bùng nổ vào tháng 6, 1950, Osberg được huy động trở lại và được cho tái biên chế vào ngày 26 tháng 2, 1951, phục vụ chủ yếu trong vai trò huấn luyện dự bị tại khu vực Đại Tây Dương. Con tàu được cho xuất biên chế lần sau cùng vào ngày 25 tháng 2, 1958, rồi rút tên khỏi danh sách Đăng bạ Hải quân vào ngày 1 tháng 8, 1972, và cuối cùng bị bán để tháo dỡ vào ngày 5 tháng 2, 1974.